# ادگار آلن پو
ادگار آلن پو (به انگلیسی: Edgar Allan Poe) (زادهٔ ۱۹ ژانویه ۱۸۰۹ – درگذشتهٔ ۷ اکتبر ۱۸۴۹) نویسنده، شاعر، ویراستار و منتقد ادبی اهلِ بوستون آمریکا بود که از او به عنوان یکی از پایه‌گذاران جنبش رمانتیک آمریکا یاد می‌شود. داستان‌های پو به خاطر رازآلود و ترسناک بودن مشهور شده‌اند. پو از اولین نویسندگان داستان کوتاه آمریکایی به حساب می‌آید و از او به عنوان مبدع داستان‌های کارآگاهی نیز یاد می‌شود. همچنین از نخستین افرادی بود که از ژانر علمی تخیلی استفاده کرد. او اولین نویسنده مشهور آمریکایی بود که سعی کرد تنها از راه نویسندگی مخارج زندگی‌اش را تأمین کند که به همین خاطر دچار مشکلات مالی در کار و زندگی‌اش شد. بسیاری از آثار او به صورت فرهنگ عامه در ادبیات، موسیقی، فیلم و تلویزیون ظاهر شده است.

## زندگی

### اوایل زندگی
پو در بوستون به دنیا آمد. دومین فرزند دو بازیگر بود. پدرش(دیوید) در سال ۱۸۱۰ خانواده را ترک کرد و مادرش(الیزا) یک سال بعد درگذشت. بعد از این، جان و فرانسس آلن از ریچموند، ویرجینیا سرپرستی او را برعهده گرفتند. هرچند هیچ‌وقت به صورت رسمی سرپرستی او را نپذیرفتند، ولی پو تا اواخر نوجوانی پیش آن‌ها بود. تنش‌ها بین ادگار و جان آلن بر سر بدهی‌ها شروع شد، خصوصاً آن‌هایی که از طریق قمار ایجاد شده بود و باعث شد پو نتواند به دانشگاه برود. او برای یک ترم در دانشگاه ویرجینیا درس خواند، ولی به دلایل مالی نتوانست ادامه دهد. پو با آلن بر سر مخارج تحصیلی‌اش درگیر شد و بعد از آن تحت نام مستعار وارد ارتش شد.

### نویسندگی
در همین زمان بود که کار نویسندگی وی آغاز شد و اولین کتاب شعرش به نام تیمور لنگ و دیگر اشعار (۱۸۲۷) و با نام مستعار «یک بوستونی» منتشر شد. بعد از مرگ فرانسس آلن در ۱۸۲۹، پو و جان آلن روابطشان بهتر شد. بعد از عدم موفقیتش به عنوان یک افسر و خواستش مبنی بر نویسنده و شاعر شدن، پو راهش را از جان آلن جدا کرد.

پو تمرکزش را از شعر به روی نثر تغییر داد و چند سال بعدی را صرف نوشتن در مطبوعات و گاهنامه‌های ادبی کرد و به خاطر شیوه نقد منحصر به فردش، مشهور شد. او به خاطر کارش چندین بار مجبور به تغییر شهر محل سکونتش شد: بالتیمور، فیلادلفیا و نیویورک سیتی.

### زندگی شخصی
در ۱۸۳۵ در بالتیمور، با دخترعمه ۱۳ ساله‌اش ویرجینیا کلم ازدواج کرد. در ژانویه ۱۸۴۵ پو شعر «غراب» را منتشر کرد و به موفقیت دست یافت. دوازده سال بعد همسرش بر اثر سل درگذشت. با مرگ همسرش دچار سرخوردگی و ناامیدی بسیاری شد که این غم و اندوه وی بر آثارش نیز اثر گذاشت. پو سال‌ها تلاش کرد تا مجلهٔ خودش را راه بیندازد و پیش از این که موفق بشود، از دنیا رفت.

### رمزنگاری
پو علاقهٔ خاصی به رمزنگاری داشت. او در هفته نامهٔ الکساندر (در فیلادلفیا) افرادی که سایفرشان را حل کرده بود عنوان کرد. او در سال ۱۸۴۱ مقاله‌ای به نام «چند کلمه در رمزی نویسی» در «مجله گراهام» منتشر کرد. به دلیل علاقهٔ عمومی به این موضوع داستان سوسک طلایی توسط ادگار آلن پو، که سایفر بخش عمده‌ای از آن بود نوشته شد.

### مرگ
در ۷ اکتبر ۱۸۴۹، پو در ۴۰ سالگی در بالتیمور درگذشت. او را در حال خلسه و روی نیمکتی در پارک پیدا کردند و به بیمارستان بردند. چهار روز در حال مرگ و زندگی به سر برد و هذیان گفت. از چیزهایی وهمی و شبحی بر دیوار حرف می‌زد، اما نتوانست بگوید که چه بر سر او آمده است. علت مرگش مشخص نیست و از دلایل زیادی از جمله الکل، انسداد شریان، مواد مخدر، بیماری قلبی، وبا، هاری، خودکشی و سل برای آن نام برده می‌شود. جسد ادگار آلن پو به همراه استخوان‌های ویرجینیا پو (همسرش) در مقبره‌ای که در سال ۱۸۷۵ در گورستان وست‌مینستر هال که امروزه جزئی از دانشکده حقوق دانشگاه مریلند در بالتیمور برای این نویسنده بنا شد، دفن شد.

## سبک و تأثیر

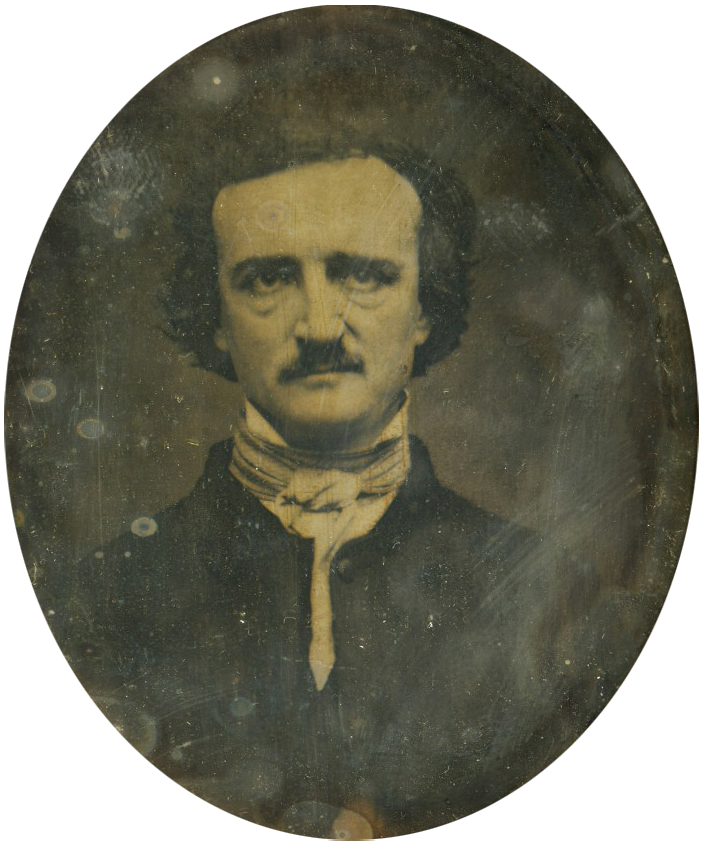
ادگار آلن پو. ۱۸۴۸

آثار پو تأثیر زیادی بر ادبیات ایالات متحده و جهان داشت از جمله استفاده کردن از کیهان‌شناسی و رمزنگاری در داستان‌هایش. از بسیاری از آثار او در فرهنگ عامه، ادبیات، موسیقی، فیلم و تلویزیون استفاده می‌شود. شماری از خانه‌های وی امروز تبدیل به موزه شده‌اند. نویسندگان رازآلود آمریکا هر ساله جایزه‌ای به نام جایزه ادگار به بهترین اثر در گونهٔ رازآلود اعطا می‌کند.

وی استاد نوشتن داستان کوتاه بود. از ادگار آلن پو به عنوان بنیان‌گذار داستان کوتاه امروزی یاد می‌کنند. داستان‌های کوتاه وی، نوعی از قصه‌های کهن بود که در زمینه‌های وحشت، انتقام و حوادث مهیب و هولناک بازآفرینی شده و گسترش یافته بود.

ادگار آلن پو تأثیر چشمگیری بر ادبیات پس از خود گذاشت و از بنیانگذاران داستان کوتاه به مثابه یک فرم ادبی و همین‌طور از بنیانگذاران گونه‌های پلیسی، علمی‌تخیلی و وحشت شمرده می‌شود. نویسندگان و شاعرانی نظیر والت ویتمن، ویلیام فاکنر، هرمان ملویل و ری بردبری، و در فرانسه شارل بودلر، شاعر بزرگ فرانسوی که آثار او را به فرانسه ترجمه کرد و استفان مالارمه، و همین‌طور اسکار وایلد، آلدوس هاکسلی، فئودور داستایوسکی، خورخه لوئیس بورخس و توماس مان از او تأثیر گرفته‌اند. چهرهٔ هولناک و همیشه حاضر مرگ و احساس گناه گریز ناپذیر قهرمانان پو، پیش‌درآمدی است برای آنچه بعدها داستایوفسکی در جنایت و مکافات تکامل می‌بخشد. پو، بینشی ژرف به درون (گمراهی ذهنی) پدیدمی‌آورد که نشان می‌دهد مرز میان عقل و جنون چه اندازه باریک است. کشمکش همیشگی میان دو نفس درونی که در داستان «ویلیام ویلسن» آشکارترین نمود را می‌یابد؛ آنچه که روان‌شناسی نوین «شخصیت دوپاره» می‌خواند.

## زندگی ادبی
نخستین نوشته‌هایش سه مجموعه شعر بودند که در سالهای ۱۸۲۷ تا ۱۸۳۱ منتشر شد. در این میان داستان نیز می‌نوشت و در یک مسابقه داستان کوتاه برنده شد. پس از آن به همکاری با روزنامه‌ها و ماهنامه‌های ادبی پرداخت و برای داستان‌هایش پاداش‌هایی گرفت. داستان‌های کوتاه، نیرومند با پیامد گذرا مانند نقاب مرگ سرخ و زوال خاندان آشر جهانی آفرید. پو در داستان‌های کوتاه خویش مانند قتل‌های خیابان مورگ و راز ماری روژه توانایی ویژهٔ خویش را نشان داد. در سال ۱۸۴۰ (میلادی) داستان‌های خویش را با نام داستان‌های شگفت‌انگیز پخش کرد که از نوشته‌های برجسته او شمرده می‌شود. به همین دلیل است که پو را پدر داستان پلیسی امروز خوانده‌اند.
ادگار آلن پو، گذشته از داستان‌نویسی، منتقد ادبی توانا و هوشمندی نیز بود و با دیدی نقادانه به ادبیات و نوشته‌های ادبی می‌نگریست. پخش مجموعه شعر کلاغ و شعرهایی دیگر در سال ۱۸۴۵ (میلادی) برای پو کامیابی و نام‌آوری به ارمغان آورد. شعرهای او که سرشار از پنداره‌های پراحساس و جمله‌های آهنگین و جاندار است؛ جایگاهی سزاوار در ادبیات انگلیسی یافت و به بسیاری زبان‌های دیگر ترجمه شد. پو با همهٔ این تکاپوهای ادبی و با اینکه چندگاهی سردبیر یکی دو نشریه ادبی بود، در تنگدستی و دشواری می‌زیست و چون از تندرستی کامل نیز برخوردار نبود و روحیه‌ای نامنظم تا اندازه‌ای بی‌بندوبار داشت، نتوانست به شرایط فراخور و آسوده دست یابد. پس از مرگ همسرش در اثر بیماری سل در سال ۱۸۴۷ میلادی بیش از پیش به نابسامانی‌های بدنی و روانی دچار شد و به باده‌نوشی افتاد، اگرچه باز هم در این دوره نوشته‌هایی از خود به جا گذاشت.

## برخی از آثار

### داستان‌ها
- سوسک طلایی
- گربه سیاه
- داستان‌های شگفت‌انگیز یا داستانهای عجیب و غریب
- قلب رازگو
- زنده به گور
- برنیس
- بشکه آمونتیلادو
- زوال خاندان آشر
- قورباغه
- لیژیا
- مرد توده
- نقاب مرگ سرخ
- قتل‌های خیابان مورگ
- مغاک و آونگ
- شب هزار و دوم شهرزاد
- به هلن
- تیمور لنگ
- کلاغ
- جنایت در کوی غسالخانه
- سایه
- نامه دزدیده شده

### اشعار
- اعراف
- آنابل لی
- زنگ‌ها
- شهری در دریا
- ال‌دورادو
- قصر جن زده
- لنور
- غراب
- اولالوم
- اشعار رمزی ادگار الن پو

### مقاله
- اصل شاعری (۱۸۴۸) مقاله
- فلسفه ترکیب (۱۸۴۶) مقاله
- فلسفه مبلمان (۱۸۴۰) مقاله. این مقاله تحت عنوان «فلسفه مبلمان» ترجمه: پیمان چهرازی، در فصلنامه سینما و ادبیات (زمستان ۱۳۹۱ / شماره سی‌وپنجم / سال نهم) به فارسی برگردانده شده است.

### آثار ترجمه شده به فارسی
- غزلی ز دگر سو (برگزیده اشعار ادگار آلن پو)، ترجمه علی اکبر خانجانی، ۱۳۷۷
- گنجینه آثار ادگار آلن پو، ترجمه حبیب‌الله گوهری، ۱۴۰۲